# 1873 en musique classique
| \| • Retour à la chronologie générale de la musique classique • \| |
| Grèce • Rome • Haut Moyen Âge • VIIIe siècle • IXe siècle • Xe siècle • XIe siècle XIIe siècle • XIIIe siècle • XIVe siècle • XVe siècle • XVIe siècle • XVIIe siècle XVIIIe siècle • XIXe siècle • XXe siècle • XXIe siècle |
| • Retour à la chronologie générale de la musique classique • |

| Années en musique classique : 1870 - 1871 - 1872 - 1873 - 1874 - 1875 - 1876    |
| Décennies en musique classique : 1840 - 1850 - 1860 - 1870 - 1880 - 1890 - 1900 |

## Événements

### Créations
- 13 janvier : La Jeune Fille de Pskov, opéra de Nikolaï Rimski-Korsakov, créé à Saint-Pétersbourg sous la direction d'Eduard Nápravník.
- 31 janvier : la Symphonie no 1 en sol majeur op. 12, de Felix Draeseke, créée à Dresde.
- 19 janvier : le Concerto pour violoncelle no 1 de Camille Saint-Saëns, créé à Paris.
- 7 février : la Symphonie no 2 (1re version) en ut mineur, op. 17, dite « Petite Russie » de Tchaïkovski, créée à Moscou.
- 2 mars : la Petite suite d'orchestre de Georges Bizet, créée à Paris (théâtre de l'Odéon) sous la direction d'Édouard Colonne.
- 24 mai : Le roi l'a dit, opéra-comique de Léo Delibes, créé à l'Opéra-Comique.
- 29 mai : Christus, oratorio de Franz Liszt, créé à Weimar.
- 4 septembre : Pomme d'Api, opérette de Jacques Offenbach, créée au Théâtre de la Renaissance à Paris.
- 25 septembre : représentation au théâtre des Variétés de la réduction en quatre actes de La Vie parisienne de Jacques Offenbach, sur un livret de Henri Meilhac et Ludovic Halévy.
- 4 octobre : le Quatuor à cordes no 5 en fa mineur est composé par Antonín Dvořák.
- 23 novembre : première de La Jolie Parfumeuse de Jacques Offenbach au Théâtre de la Renaissance à Paris.
- 7 décembre : création de Phaéton de Camille Saint-Saëns au théâtre du Châtelet à Paris, sous la direction d'Édouard Colonne.

Date indéterminée

### Autres
- Création des Concerts Colonne.

## Naissances

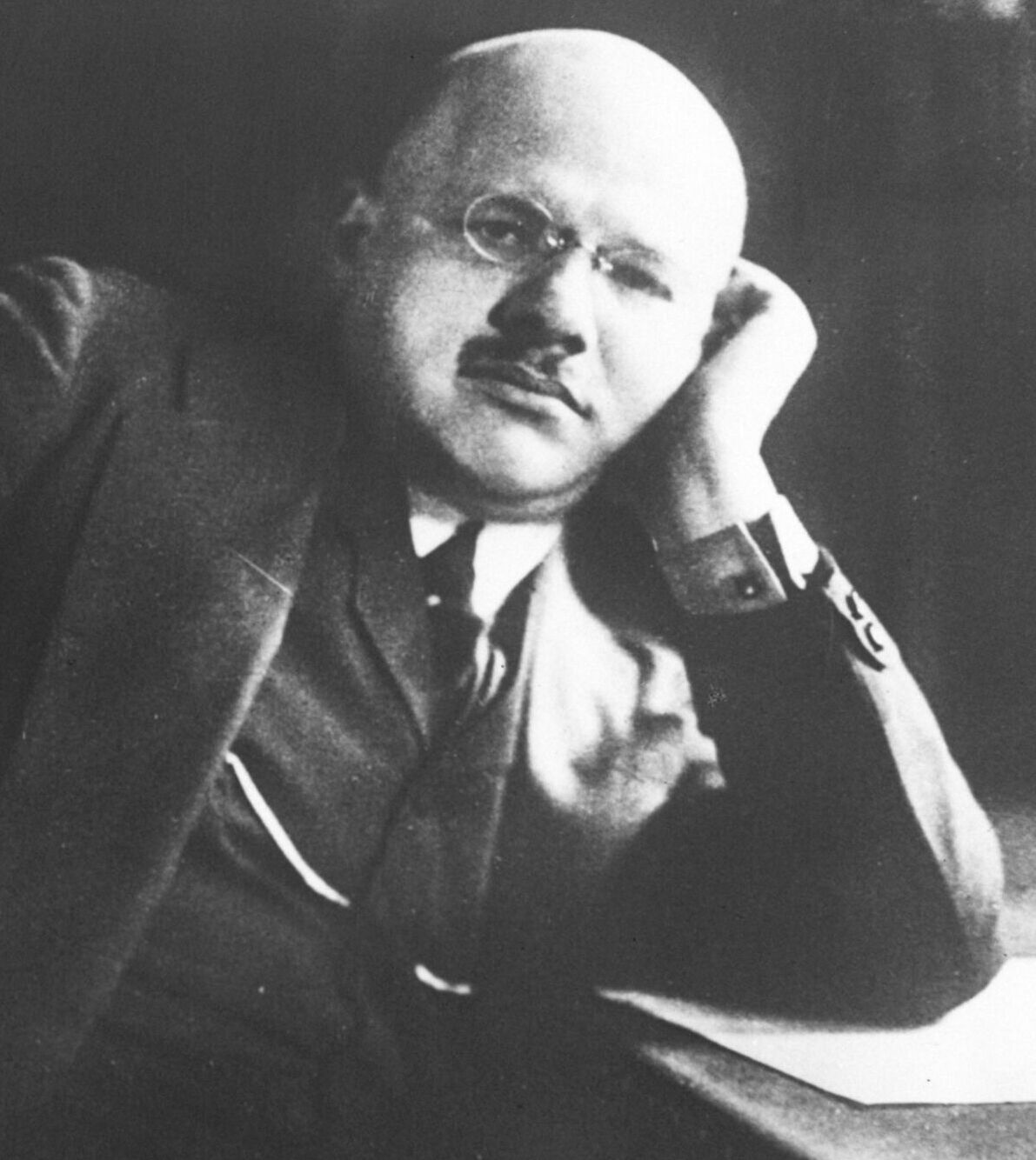
Leo Fall

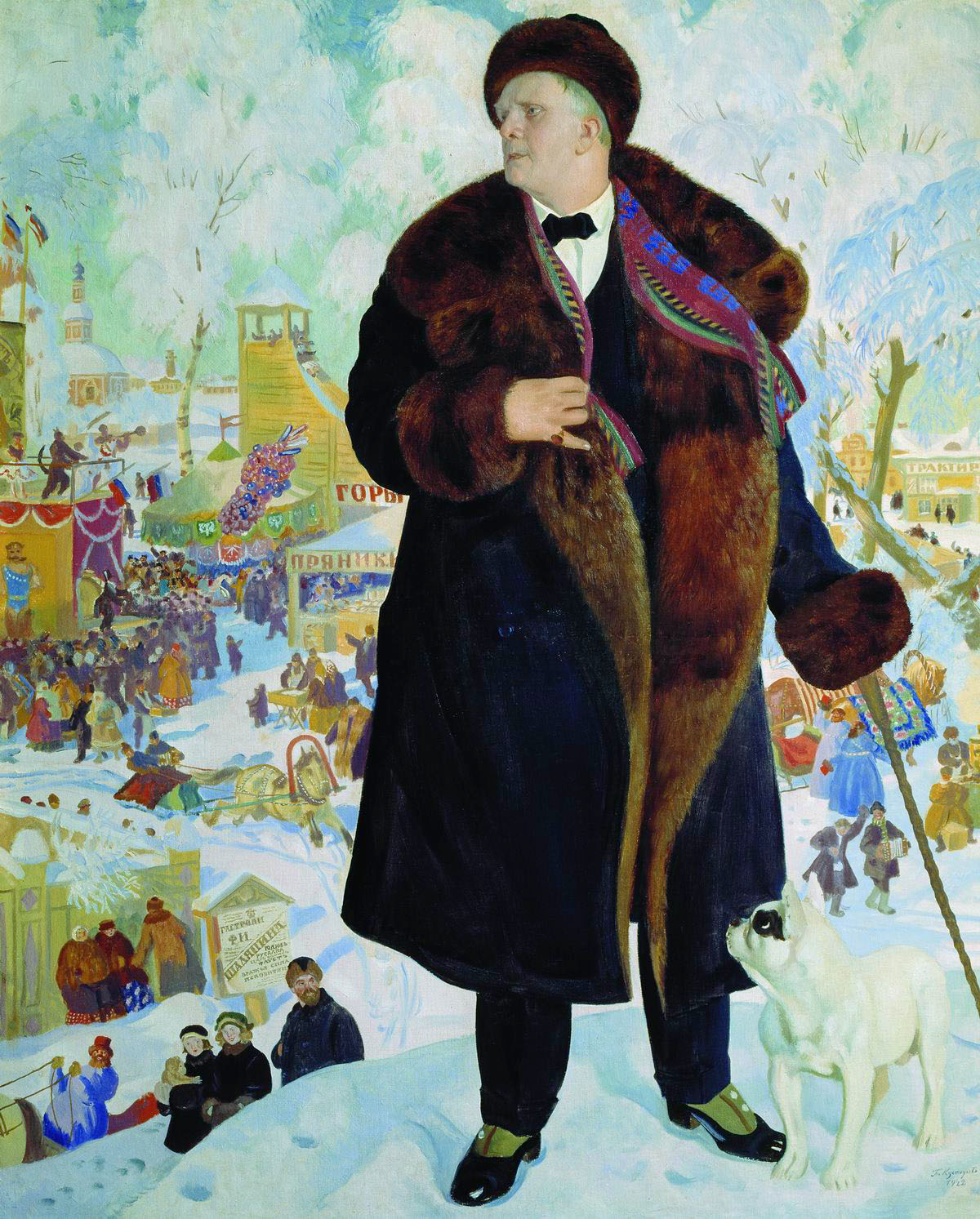
Fédor Chaliapine

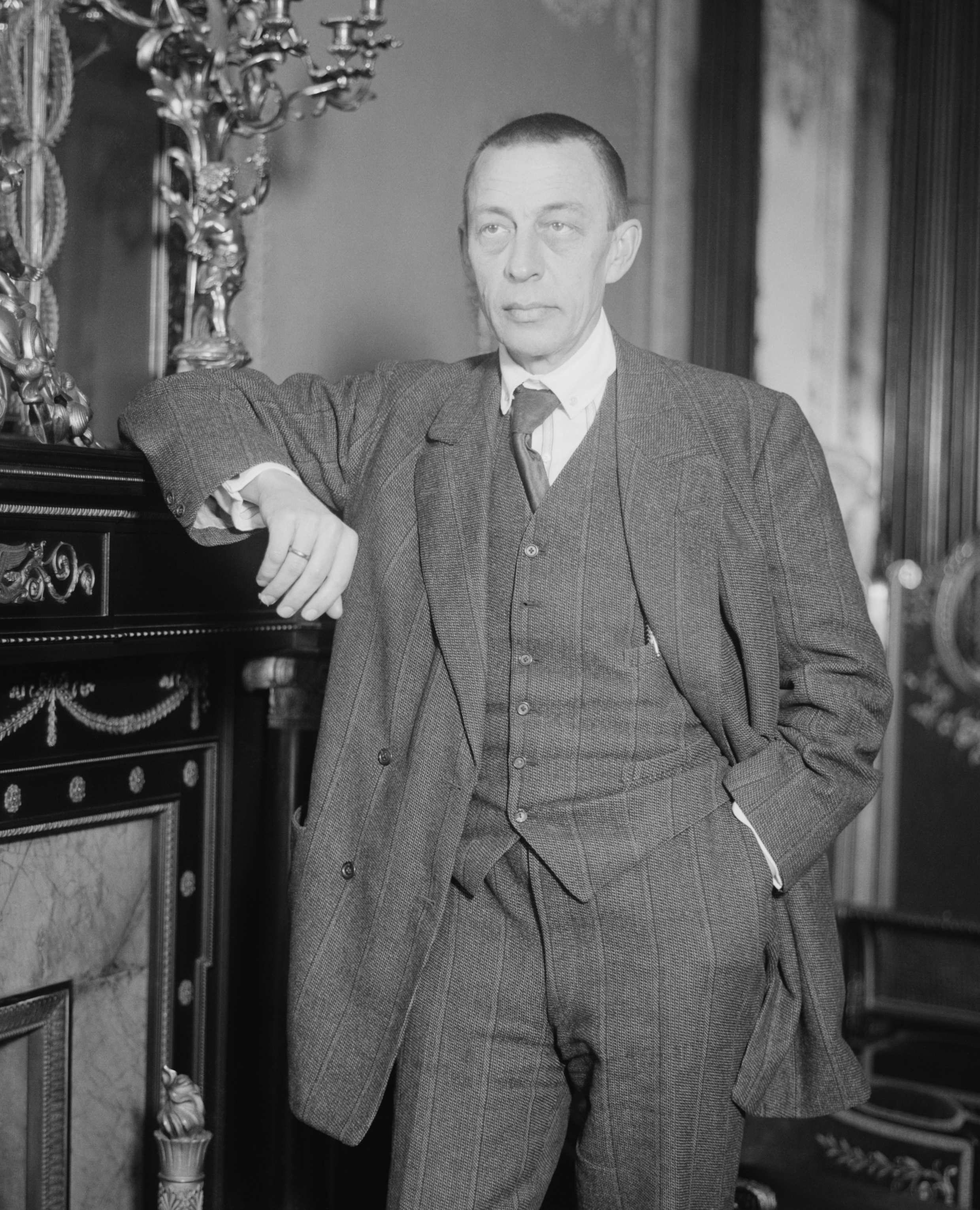
Sergueï Rachmaninov

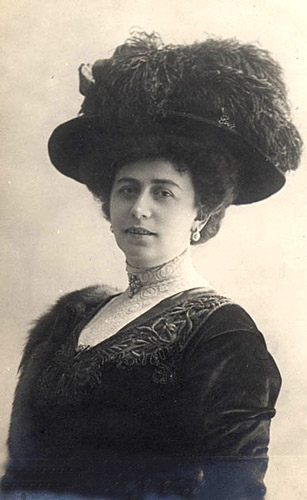
Antonina Nejdanova

- 2 janvier : Auguste Mangeot, pianiste et critique musical français  († 5 février 1942).
- 6 janvier : Karl Straube, organiste et chef de chœur allemand († 27 avril 1950).
- 8 janvier : Lucien Capet, violoniste et pédagogue français († 18 décembre 1928).
- 14 janvier : André Bloch, compositeur français († 7 août 1960).
- 16 janvier : Oskar C. Posa, compositeur, maître de chapelle et professeur autrichien († 13 mars 1951).
- 18 janvier : Alfred von Bary, ténor germano-maltais († 13 septembre 1926).
- 24 janvier : Bartolomé Pérez Casas, compositeur et chef d'orchestre espagnol († 15 janvier 1956).
- 27 janvier : François Rasse, violoniste, chef d'orchestre et compositeur belge († 4 janvier 1955).
- 2 février : Leo Fall, compositeur autrichien († 16 septembre 1925).
- 4 février : Alberto Gentili, musicologue et compositeur italien († 8 novembre 1954).
- 13 février : Fédor Chaliapine, basse russe († 12 avril 1938).
- 23 février : Édouard Risler, pianiste français († 22 juillet 1929).
- 25 février : Enrico Caruso, ténor italien († 2 août 1921).
- 1er mars : Paul Ottenheimer, compositeur et chef d'orchestre allemand († 28 décembre 1951).
- 19 mars :
  - Amédée Gastoué, musicologue et compositeur français († 1er juin 1943).
  - Max Reger, compositeur allemand († 11 mai 1916).
- 1er avril : Sergueï Rachmaninov, compositeur, pianiste et chef d'orchestre russe († 28 mars 1943).
- 3 avril : René de Castéra, compositeur français († 8 octobre 1955).
- 17 avril : Alphonse Lavallée-Smith, compositeur, organiste, marchand de musique et professeur de musique québécois († 23 juillet 1912).
- 18 avril : Jean Roger-Ducasse, compositeur français († 19 juillet 1954).
- 23 avril : Harold Bauer, pianiste britannique († 12 mars 1951).
- 1er mai : Constantin Igoumnov, pianiste russe († 24 mars 1948).
- 10 mai : Pietro Magri, religieux, maître de chapelle et organiste italien († 24 juillet 1937).
- 13 mai : Jules Bentz, compositeur, organiste et maître de chapelle français († 14 octobre 1962).
- 15 mai : Nicolas Tcherepnine, compositeur russe († 26 juin 1945).
- 16 mai : Pascual Marquina Narro, compositeur et chef d'orchestre espagnol († 13 juin 1948).
- 25 mai : Archibald Joyce, chef d'orchestre anglais († 22 mars 1963).
- 7 juin : Landon Ronald, chef d'orchestre anglais, compositeur, pianiste, professeur de chant et administrateur († 14 août 1938).
- 16 juin : Antonina Nejdanova, soprano russe († 26 juin 1950).
- 22 juin : Emma Lomax, compositrice et pianiste anglaiss († 29 août 1963).
- 16 juin : Antonina Nejdanova, soprano russe († 26 juin 1950).
- 15 juillet : Anna Cramer, compositrice hollandaise († 4 juin 1968).
- 20 juillet : Witold Maliszewski, compositeur et chef d'orchestre polonais († 18 juillet 1939).
- 31 juillet : Laurent Angenot, violoniste Belge († 30 novembre 1949).
- 6 août : Mary Carr Moore, compositrice, chef d'orchestre, chanteuse et éducatrice musicale américaine († 9 janvier 1957).
- 11 août : J. Rosamond Johnson, compositeur américain († 11 novembre 1954).
- 18 août : Leo Slezak, ténor d'opéra et acteur d'origine austro-hongroise († 1er juin 1946).
- 26 septembre : Amilcare Zanella, compositeur, pianiste, pédagogue et chef d'orchestre italien († 9 janvier 1949).
- 9 octobre : Carl Flesch, violoniste, pédagogue et compositeur hongrois († 15 novembre 1944).
- 1er novembre : Charles Quef, organiste et compositeur français († 2 juillet 1931).
- 8 novembre : Louise Kirkby Lunn, contralto anglaise († 17 février 1930).
- 10 novembre : Henri Rabaud, compositeur français († 11 septembre 1949).
- 13 novembre : Egisto Tango, chef d'orchestre italien († 5 octobre 1951).
- 16 novembre : Joseph de Marliave, musicologue français († 24 août 1914).
- 20 novembre : 
  - Georges Caussade, pédagogue et compositeur français († 5 août 1936).
  - Daniel Gregory Mason, compositeur américain († 4 décembre 1953).
- 23 novembre : Julius Manigold, compositeur et flûtiste allemand († 20 janvier 1935).
- 14 décembre : Joseph Jongen, compositeur belge († 12 juillet 1953).

Date indéterminée

## Décès

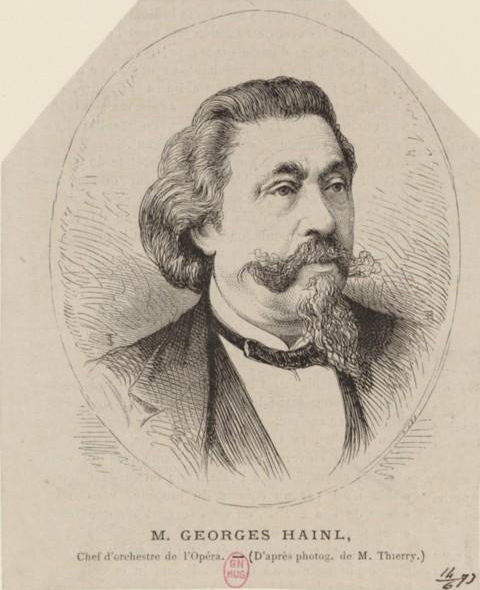
François Hainl

- 15 février : Léon Le Cieux, violoniste français (° 12 mai 1821).
- 5 mars : Alexis de Castillon, compositeur français (° 13 décembre 1838).
- 29 avril : Ignazio Marini, chanteur d'opéra italien (° 28 novembre 1811).
- 26 mai : August Conradi, compositeur, organiste et kapellmeister allemand (° 27 juin 1821).
- 2 juin : François Hainl, chef d'orchestre, violoncelliste et compositeur français (° 16 novembre 1807).
- 13 juin : Angelo Mariani, chef d'orchestre, violoniste et compositeur italien (° 11 octobre 1821).
- 3 juillet : Joseph Poniatowski, compositeur, diplomate, sénateur… italiano/franco/polonais (° 20 février 1816).
- 19 juillet : Ferdinand David, violoniste et compositeur allemand (° 20 avril 1810).
- 16 août : Georg Hellmesberger I, violoniste, chef d'orchestre et compositeur autrichien (° 24 avril 1800).
- 30 septembre : Louis Drouet, flûtiste et compositeur français (° 14 avril 1792).
- 6 octobre : Friedrich Wieck,  professeur et facteur de piano allemand  (° 18 août 1785).
- 8 octobre : Albrecht Agthe, professeur de musique allemand (° 14 avril 1790).
- 11 novembre : Carl Arnold, compositeur norvégien (° 6 mai 1794).
- 14 novembre :  Vincenzo Battista, compositeur Italien (° 5 octobre 1823).